# Archamia
Az Archamia a sugarasúszójú halak (Actinopterygii) osztályához a sügéralakúak (Perciformes) rendjéhez, ezen belül a kardinálishal-félék (Apogonidae) családjához tartozó nem.

## Rendszerezés
A nembe az alábbi 13 faj tartozik:
- Archamia ataenia Randall & Satapoomin, 1999
- Archamia biguttata Lachner, 1951
- Archamia bilineata Gon & Randall, 1995
- Archamia bleekeri (Günther, 1859)
- Archamia buruensis (Bleeker, 1856)
- Archamia flavofasciata Gon & Randall, 2003
- Archamia fucata (Cantor, 1849)
- Archamia leai Waite, 1916
- Archamia lineolata (Cuvier, 1828)
- Archamia macroptera (Cuvier, 1828)
- Archamia mozambiquensis Smith, 1961
- Archamia pallida Gon & Randall, 1995
- Archamia zosterophora (Bleeker, 1856)